# Tinospora angusta
Tinospora angusta är en tvåhjärtbladig växtart som beskrevs av Lewis Leonard Forman. Tinospora angusta ingår i släktet Tinospora och familjen Menispermaceae. Inga underarter finns listade i Catalogue of Life.